# Municipio de Sanctórum de Lázaro Cárdenas
El Municipio de Sanctórum de Lázaro Cárdenas es uno de los 60 municipios del estado mexicano de Tlaxcala, y se ubica en el noroeste del estado. Fue fundado como municipio libre el 21 de mayo de 1935 con el nombre de General Lázaro Cárdenas  aunque antiguamente se conoció al pueblo como Tzacualtitla que se traduce como "entre o en lugar cerrado". La denominación Sanctórum quiere decir en latín (todos los santos). Es un municipio eminentemente agrícola pero la cabecera municipal es ampliamente conocida por su elaboración de juegos pirotécnicos.el municipio era de Calpulalpan y por ande del estado de México pero se separó y se anexó al estado de Tlaxcala. Su cabecera es la localidad de Sanctórum.

## Ubicación geográfica
Cuenta con una extensión territorial de 110.350 km², a una altitud media de 2,740 m s. n. m.
Colinda al norte con el municipio de Benito Juárez y el Estado de Hidalgo, en específico con el municipio de Apan; al Sur con el municipio de Españita, al este con el municipio de Hueyotlipan, al Oeste con los municipios de Calpulalpan y Nanacamilpa; y al Suroeste con el Estado de Puebla, en específico con el municipio de Tlahuapan.